# Liste des maires de Porto
Le maire de Porto (en portugais : Presidente da câmara municipal de Porto, « président du conseil municipal ») est le principal dirigeant élu de la ville de Porto au Portugal.

## Élection
Les élections municipales se tiennent tous les quatre ans pour élire les treize membres du conseil municipal (en portugais : Câmara Municipal). Le premier candidat de la liste ayant obtenu le plus de voix aux élections assume le poste de maire ou, en cas de vacance du poste, celui qui le suit sur la liste respective.

## Liste des maires
(décembre 2016).
| Maire                                        | Image | Début du mandat   | Fin du mandat     | Notes |  |
| Tomás da Silva Ferraz                        |       | 26 janvier 1822   | 4 juin 1823       | Maire do Senado da Câmara Municipal, sendo o primeiro a ser eleito no regime liberal                                                                                              |  |
| Manuel Nunes Choça do Couto                  |       | 4 juin 1823       | 8 novembre 1823   | Juiz Fora da Câmara Municipal do Porto |  |
| João Rodrigues Oliveira Catalão              |       | 8 novembre 1823   | 10 novembre 1826  | Juiz Fora da Câmara Municipal do Porto |  |
| José Bento da Rocha e Melo                   |       | 10 novembre 1826  | 21 mai 1828       | Juiz Fora da Câmara Municipal do Porto |  |
| António da Cunha e Vasconcelos               |       | 21 mai 1828       | 1er juillet 1828  | Juiz Fora da Câmara Municipal do Porto |  |
| José Bento da Rocha e Melo                   |       | 3 juillet 1828    | 21 novembre 1829  | Juiz Fora da Câmara Municipal do Porto |  |
| João Manuel Alexandrino Vasconcelos          |       | 21 novembre 1829  | 31 juillet 1830   | Juiz Fora da Câmara Municipal do Porto |  |
| Francisco Ribeiro Figueiredo                 |       | 31 juillet 1830   | 11 juillet 1832   | Juiz Fora da Câmara Municipal do Porto |  |
| Arnaldo van Zeller                           |       | 17 juillet 1832   | 8 février 1833    | Maire em exercício da Comissão Interina da Câmara Municipal do Porto |  |
| José Freire Pimentel Mesquita e Vasconcelos  |       | 8 février 1833    | 17 décembre 1833  | Maire da Comissão Municipal, 1º viscon Gouveia |  |
| António Alexandre Rodrigues Oliveira         |       | 17 décembre 1833  | 12 mars 1834      | Maire da Comissão Interina da Câmara Municipal do Porto |  |
| José da Silva Passos                         |       | 12 mars 1834      | 14 avril 1834     | |  |
| António Alexandre Rodrigues Oliveira         |       | 24 avril 1834     | 17 juin 1834      | Maire da Comissão Interina da Câmara Municipal do Porto |  |
| Vicente Ferreira Novais                      |       | 1er janvier 1835  | 29 août 1835      | |  |
| João Manuel Teixeira Carvalho                |       | 29 août 1835      | 30 décembre 1835  | Maire interino da Câmara Municipal do Porto |  |
| Francisco da Rocha Soares                    |       | 30 décembre 1835  | 6 février 1836    | Maire interino da Câmara Municipal do Porto |  |
| João José Coelho                             |       | 10 février 1836   | 2 mars 1836       | Maire interino da Câmara Municipal do Porto |  |
| Manuel Pereira Guimarães                     |       | 2 mars 1836       | 22 janvier 1836   | |  |
| Tau António Faria                            |       | 22 janvier 1836   | 31 janvier 1837   | Maire interino da Câmara Municipal do Porto |  |
| Luciano Simões Carvalho                      |       | 31 janvier 1837   | 31 décembre 1838  | |  |
| Miguel Joaquim Gomes Cardoso Júnior          |       | 1er janvier 1839  | 31 décembre 1839  | |  |
| Francisco da Rocha Soares                    |       | 1er janvier 1840  | 8 août 1840       | |  |
| José Maria Ribeiro Pereira                   |       | 12 août 1840      | 9 mai 1841        | Maire interino da Câmara Municipal do Porto |  |
| Jerónimo Carneiro Gerals                     |       | 13 décembre 1841  | 5 janvier 1842    | Maire da Comissão Interina da Câmara Municipal do Porto |  |
| Viscon Alpendurada                           |       | 5 janvier 1842    | 27 mai 1846       | |  |
| José da Silva Passos                         |       | 3 juin 1846       | 17 septembre 1846 | Maire da Comissão Interina da Câmara Municipal do Porto |  |
| José da Silva Passos                         |       | 17 septembre 1846 | 9 janvier 1846    | |  |
| Manuel Joaquim Machado                       |       | 14 janvier 1846   | 3 juillet 1847    | Maire interino da Câmara Municipal do Porto |  |
| Luís Brandão Melo Cogominho Pereira Lacerda  |       | 3 juillet 1847    | 3 novembre 1847   | Maire da Comissão Municipal Interina do Porto, 2º marquês e 3º con Terena |  |
| Viscon Alpendurada                           |       | 3 novembre 1847   | 31 décembre 1849  | |  |
| Domingos Ribeiro Faria                       |       | 2 janvier 1850    | 31 décembre 1851  | |  |
| Viscon da Trinda                             |       | 2 janvier 1852    | 31 décembre 1855  | |  |
| Viscon Alpendurada                           |       | 2 janvier 1856    | 25 janvier 1858   | |  |
| Con Lagoaça                                  |       | 25 janvier 1858   | 11 mars 1858      | Maire da Comissão Municipal Interina do Porto |  |
| Con Lagoaça                                  |       | 11 mars 1858      | 31 décembre 1865  | |  |
| Francisco Pinto Bessa                        |       | 2 janvier 1866    | 17 juillet 1867   | Maire interino da Câmara Municipal do Porto |  |
| Francisco Pinto Bessa                        |       | 17 juillet 1867   | 2 janvier 1878    | |  |
| António Pinto Magalhães Aguiar               |       | 2 janvier 1878    | 18 août 1878      | Maire interino da Câmara Municipal do Porto |  |
| António Pinto Magalhães Aguiar               |       | 18 août 1878      | 5 mai 1881        | |  |
| José Augusto Correia Barros                  |       | 12 mai 1881       | 30 juin 1881      | Maire interino da Câmara Municipal do Porto |  |
| José Augusto Correia Barros                  |       | 30 juin 1881      | 31 décembre 1886  | |  |
| José Frutuoso Aires Gouveia Osório           |       | 2 janvier 1887    | 23 août 1887      | Maire da Comissão Executiva da Câmara Municipal do Porto. Faleceu no exercício do mandato em 23 août 1887                                                                         |  |
| António Oliveira Monteiro (2 mandats)        |       | 8 septembre 1887  | 31 décembre 1892  | Vice-Maire eleito para o triénio 1887-1889. Assume a presidência da Câmara Municipal por falecimento do Maire José Frutuoso Aires Gouveia. Eleito Maire para o Triénio 1890-1892. |  |
| António Ribeiro da Costa Almeida             |       | 2 janvier 1893    | 7 janvier 1896    | |  |
| Venceslau Sousa Pereira Lima                 |       | 7 janvier 1896    | 20 janvier 1898   | |  |
| João Baptista Lima Júnior                    |       | 20 janvier 1898   | 26 juillet 1900   | |  |
| Venceslau Sousa Pereira Lima                 |       | 26 juillet 1900   | 31 décembre 1901  | |  |
| Manuel Sousa Avis                            |       | 2 janvier 1902    | 5 janvier 1905    | |  |
| João Baptista Lima Júnior                    |       | 5 janvier 1905    | 31 décembre 1906  | |  |
| Jacinto da Silva Pereira Magalhães           |       | 2 janvier 1907    | 28 novembre 1907  | |  |
| José Nunes da Ponte                          |       | 14 décembre 1907  | 14 mai 1908       | Maire interino da Câmara Municipal do Porto |  |
| Cândido Augusto Correia Pinho                |       | 21 mai 1908       | 29 septembre 1910 | Maire interino da Câmara Municipal do Porto |  |
| José Nunes da Ponte                          |       | 13 janvier 1910   | 12 janvier 1911   | |  |
| Francisco Xavier Esteves                     |       | 16 janvier 1911   | 19 mars 1913      | Maire da Comissão Administrativa da Câmara Municipal do Porto |  |
| Adriano Augusto Pimenta                      |       | 20 mars 1913      | 6 novembre 1913   | Maire da Comissão Administrativa da Câmara Municipal do Porto |  |
| Manuel Morais e Costa                        |       | 13 novembre 1913  | 2 janvier 1914    | Maire interino da Comissão Administrativa da Câmara Municipal do Porto |  |
| Henrique Pereira Oliveira                    |       | 2 janvier 1914    | 22 avril 1915     | |  |
| Francisco Xavier Esteves                     |       | 22 avril 1915     | 16 mai 1915       | Maire da Comissão Administrativa da Câmara Municipal do Porto |  |
| Henrique Pereira Oliveira                    |       | 19 mai 1915       | 31 décembre 1917  | |  |
| Augusto Pereira Nobre                        |       | 2 janvier 1918    | 16 janvier 1918   | Maire do Senado da Câmara Municipal do Porto |  |
| Artur Jorge Guimarães                        |       | 16 janvier 1918   | 29 juin 1918      | Maire da Comissão Administrativa da Câmara Municipal do Porto |  |
| Artur Cupertino Miranda                      |       | 29 juin 1918      | 15 août 1918      | Maire da Comissão Administrativa da Câmara Municipal do Porto |  |
| José Nunes da Ponte                          |       | 15 août 1918      | 3 janvier 1918    | |  |
| José Alves Bonifácio                         |       | 3 janvier 1918    | 24 janvier 1919   | Maire interino da Comissão Administrativa da Câmara Municipal do Porto |  |
| José Alves Bonifácio                         |       | 24 janvier 1919   | 15 février 1919   | Maire da Comissão Administrativa nomeada pela Junta Monárquica do Norte |  |
| Armando Marques Gues                         |       | 15 février 1919   | 25 août 1919      | Maire da Comissão Administrativa da Câmara Municipal do Porto |  |
| José Gonçalves Barbosa Castro Júnior         |       | 25 août 1919      | 8 janvier 1920    | Maire da Comissão Administrativa da Câmara Municipal do Porto |  |
| Eduardo Ferreira dos Santos Silva            |       | 8 janvier 1920    | 19 août 1921      | Maire do Senado da Câmara Municipal do Porto |  |
| António Joaquim Sousa Júnior                 |       | 14 janvier 1921   | 22 janvier 1924   | Maire do Senado da Câmara Municipal do Porto |  |
| José Pereira da Silva                        |       | 2 janvier 1925    | 12 mars 1925      | |  |
| António Joaquim Sousa Júnior                 |       | 12 mars 1925      | 31 décembre 1925  | Maire do Senado da Câmara Municipal do Porto |  |
| Alberto Aguiar                               |       | 2 janvier 1926    | 30 juin 1926      | Maire do Senado da Câmara Municipal do Porto |  |
| Raul Andra Peres                             |       | 7 juillet 1926    | 28 février 1930   | Maire da Comissão Administrativa Militar da Câmara Municipal do Porto |  |
| Augusto Sousa Rosa                           |       | 28 février 1930   | 8 juin 1933       | Maire da Comissão Administrativa Militar da Câmara Municipal do Porto |  |
| José Alfredo Mens Magalhães                  |       | 8 juin 1933       | 23 mai 1936       | Maire da Comissão Administrativa da Câmara Municipal do Porto |  |
| António Mens Correia                         |       | 23 mai 1936       | 13 août 1942      | |  |
| João Espregueira Mens                        |       | 13 août 1942      | 12 novembre 1942  | Maire interino da Câmara Municipal do Porto |  |
| Albano do Carmo Rodrigues Sarmento           |       | 12 novembre 1942  | 15 septembre 1944 | Nomeado subsecretário Estado do Comércio e da Indústria em 1944 |  |
| Jorge Viterbo Ferreira                       |       | 15 septembre 1944 | 8 mars 1945       | Maire substituto da Câmara Municipal do Porto |  |
| Luís José Pina Guimarães                     |       | 8 mars 1945       | 8 novembre 1949   | |  |
| Francisco Nicolau Sousa Dias Goulão          |       | 8 mai 1949        | 13 décembre 1949  | Maire interino da Câmara Municipal do Porto |  |
| Lucínio Gonçalves Presa                      |       | 13 décembre 1949  | 10 février 1953   | |  |
| António Oliveira Cálem                       |       | 10 février 1953   | 10 mars 1953      | Maire interino da Câmara Municipal do Porto |  |
| José Albino Machado Vaz                      |       | 10 mars 1953      | 22 mai 1962       | |  |
| Nuno Maria Figueiredo Cabral Pinheiro Torres |       | 25 mai 1962       | 6 mars 1969       | Faleceu a 6 mars 1969 |  |
| António Fontes Veiga Faria                   |       | 6 mars 1969       | 21 mai 1969       | Maire interino da Câmara Municipal do Porto |  |
| Nuno Henrique Macieira Vasconcelos Porto     |       | 21 mai 1969       | 25 mai 1974       | |  |
| Artur Vieira Andra                           |       | 3 janvier 1974    | 28 mai 1975       | Maire da Comissão Administrativa da Câmara Municipal do Porto |  |
| Boaventura José Martins Ferreira             |       | 23 mai 1975       | 15 septembre 1975 | Maire da Comissão Administrativa Militar da Câmara Municipal do Porto |  |
| Rogério Manuel Castro Tavares                |       | 15 septembre 1975 | 3 janvier 1977    | Maire da Comissão Administrativa da Câmara Municipal do Porto |  |
| Aureliano Veloso                             |       | 3 janvier 1977    | 11 janvier 1980   | Foi o primeiro Maire da Câmara Municipal do Porto eleito mocraticamente s 1926 |  |
| Alfredo Coelho Magalhães                     |       | 11 janvier 1980   | 14 janvier 1983   | |  |
| Paulo Vallada                                |       | 14 janvier 1983   | 31 décembre 1985  | |  |
| Fernando Cabral                              |       | 1er janvier 1986  | 2 janvier 1990    | |  |
| Fernando Gomes                               |       | 2 janvier 1990    | 25 janvier 1999   | Démissionnaire après sa nomination comme membre du gouvernement. |  |
| Nuno Cardoso                                 |       | 26 janvier 1999   | 8 janvier 2002    | |  |
| Rui Rio                                      |       | 8 janvier 2002    | 22 octobre 2013   | |  |
| Rui Moreira                                  |       | 22 octobre 2013   | en fonction       | |  |